# Курносый куб
Курно́сый куб, или плосконо́сый куб, — полуправильный многогранник (архимедово тело) с 38 гранями, составленный из 6 квадратов и 32 правильных треугольников. В каждой из его 24 одинаковых вершин сходятся одна квадратная грань и четыре треугольных. Треугольные грани делятся на две группы: 8 из них окружены только другими треугольными, остальные 24 — квадратной и двумя треугольными.
Имеет 60 рёбер равной длины.
Название «курносый куб» (лат. cubus simus) дал этому многограннику Иоганн Кеплер в трактате 1619 года «Гармония мира». Гарольд Коксетер, отметив, что многогранник родствен октаэдру в той же мере, что и кубу, предлагал называть его «курносым кубооктаэдром».
В отличие от большинства других архимедовых тел, курносый куб (наряду с курносым додекаэдром) является хиральным и существует в двух разных зеркально-симметричных (энантиоморфных) вариантах — «правом» и «левом».

Преобразование ромбокубооктаэдра в «левый» и «правый» курносые кубы.

## Метрические характеристики и углы
При определении метрических свойств курносого куба приходится решать кубические уравнения и пользоваться кубическими корнями — тогда как для ахиральных архимедовых тел и для платоновых тел не требуется ничего сложнее квадратных уравнений и квадратных корней. Поэтому курносый куб, в отличие от платоновых и ахиральных архимедовых тел, не допускает евклидова построения. То же верно и для курносого додекаэдра, а также для двойственных им каталановых тел.
При описании метрических свойств и углов курносого куба важную роль играет константа трибоначчи:
{\displaystyle t={\frac {1}{3}}\left(1+{\sqrt[{3}]{19-3{\sqrt {33}}}}+{\sqrt[{3}]{19+3{\sqrt {33}}}}\right)\approx 1{,}8392868.}.
Если курносый куб имеет ребро длины {\displaystyle a}, его площадь поверхности и объём выражаются как
{\displaystyle S=\left(6+8{\sqrt {3}}\right)a^{2}\approx 19{,}8564065a^{2},}
{\displaystyle V={\sqrt {\frac {613t+203}{9(35t-62)}}}\;a^{3}\approx 7{,}8894774a^{3}.}
Радиус описанной сферы (проходящей через все вершины многогранника) при этом будет равен
{\displaystyle R={\sqrt {\frac {3-t}{4(2-t)}}}\;a\approx 1{,}3437134a;}
радиус полувписанной сферы (касающейся всех рёбер в их серединах) —
{\displaystyle \rho ={\sqrt {R^{2}-{\frac {a^{2}}{4}}}}={\sqrt {\frac {1}{4(2-t)}}}\;a\approx 1{,}2472232a.}
Вписать в курносый куб сферу — так, чтобы она касалась всех граней, — невозможно. Радиус наибольшей сферы, которую можно поместить внутри курносого куба с ребром {\displaystyle a} (она будет касаться только всех квадратных граней в их центрах), равен
{\displaystyle r_{4}={\sqrt {R^{2}-{\frac {a^{2}}{2}}}}={\sqrt {\frac {t-1}{4(2-t)}}}\;a\approx 1{,}1426135a.}
Расстояние от центра многогранника до любой треугольной грани превосходит {\displaystyle r_{4}} и равно
{\displaystyle r_{3}={\sqrt {R^{2}-{\frac {a^{2}}{3}}}}={\sqrt {\frac {t+1}{12(2-t)}}}\;a\approx 1{,}2133558a.}
Двугранные углы между двумя смежными треугольными гранями курносого куба равны {\displaystyle \alpha _{33}=\arccos \,{\frac {1-2t}{3}}\approx 153{,}23^{\circ },} между смежными квадратной и треугольной гранями {\displaystyle \alpha _{43}=\arccos \left(-{\sqrt {1-{\frac {2}{3t}}}}\right)\approx 142{,}98^{\circ }.}
Телесный угол при вершине равен {\displaystyle 3\alpha _{33}+2\alpha _{43}-3\pi \approx 1{,}14\pi .}

## В координатах
«Левый» курносый куб можно разместить в декартовой системе координат так, чтобы координаты 12 его вершин были всевозможными чётными перестановками тех троек чисел {\displaystyle (\pm t;\pm 1;\pm t^{-1}),} среди которых чётное число отрицательных, а координаты остальных 12 вершин — всевозможными нечётными перестановками тех троек, среди которых нечётное число отрицательных.
Если поступить наоборот — взять чётные перестановки троек с нечётным числом минусов и нечётные перестановки троек с чётным числом минусов — получим «правый» вариант курносого куба.
Начало координат {\displaystyle (0;0;0)} в обоих случаях будет центром описанной и полувписанной сфер многогранника.